# Héliport LAPD Hooper
LAPD Hooper Heliport est un héliport à usage privé appartenant à la ville situé à 2 kilomètres au nord-est du quartier central des affaires de Los Angeles, dans le comté de Los Angeles, en Californie, aux États-Unis.

## Historique
L'héliport est situé sur le toit du centre technique Piper, le plus grand héliport au monde situé sur un toit avec ses 163 m de long et 64 m de large.
Il est situé entre la gare Union de Los Angeles, Chinatown et le centre-ville. Il abrite la division de l’appui aérien du département de police de Los Angeles, qui est la plus grande unité d’aviation policière métropolitaine aux États-Unis avec 17 hélicoptères[Quand ?].
Le centre technique Piper est également utilisé comme parc de stationnement pour certains groupes de la LAPD, notamment des unités, des fourgonnettes, des bus, des motos et des blindés V-100 du SWAT.
L’héliport Hooper servait de base pour l’hélicoptère de police fictif Blue Thunder dans le film cinématographique du même nom en 1983, alors que la construction de l’héliport était toujours en cours.